# Brooke Tessmacher

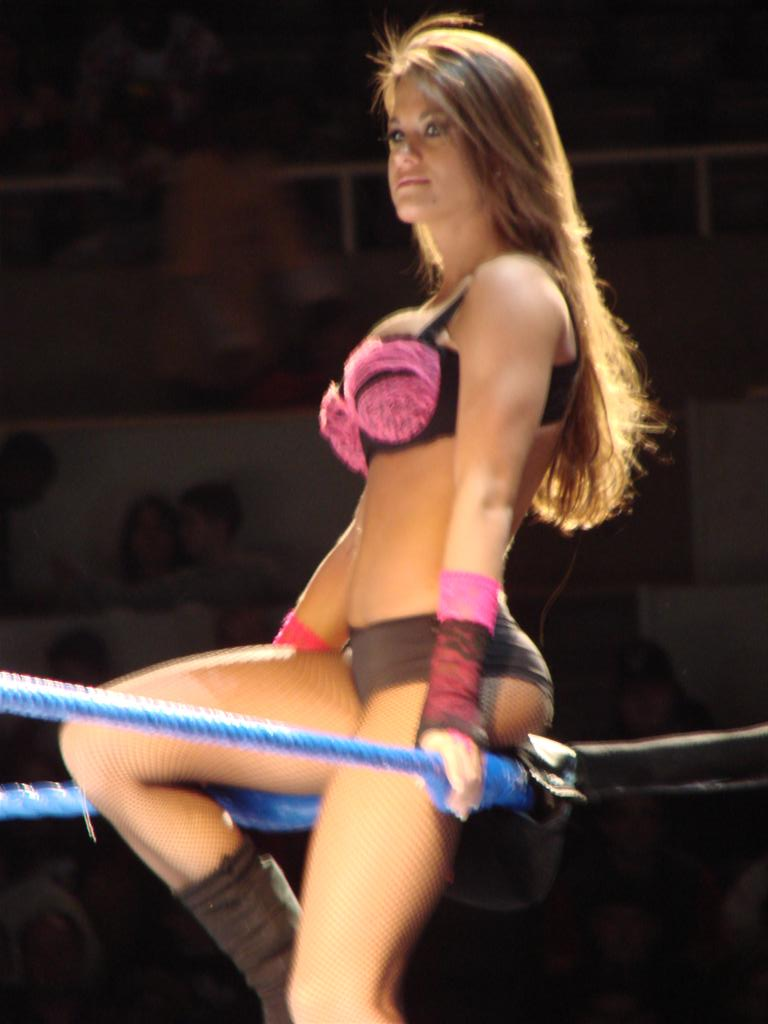
Brooke Adams

Brooke Nichole Adams, més coneguda com a Brooke Tessmacher, Miss Tessmacher o Brooke Adams (Saint Louis (Missouri), 4 de desembre de 1984) és una model, ballarina i lluitadora professional estatunidenca. Brooke és més coneguda pel seu pas per la World Wrestling Entertainment (WWE), treballant en la marca ECW. Va ser alliberada del seu contracte amb la WWE l'1 de novembre de 2007.

## Inicis de la seva vida
Adams es va criar amb la seva germana bessona i la seva mare a Saint Louis, Missouri. Quan Brooke tenia 7 anys, es va mudar amb la seva família a Houston, Texas on va viure la seva adolescència. Començar la seva carrera com a model, participant en desfilades de diverses empreses de l'estat de Texas, com ara Hawaiian Tropic i Vertical Smiles. A més va fer de model per l'agència Elite Model Management abans d'entrar a la lluita lliure professional.

## Lluita lliure professional

### World Wrestling Entertainment (2006-2007)
Brooke va ser una de les participants del Diva Search, però va ser eliminada just abans de seleccionar les 8 finalistes. No obstant això, va rebre una oferta de treball i va ser assignada a la Deep South Wrestling (DSW) per entrenar. En aquesta empresa va participar com a mànager de Daniel Rodimer, al qual va acompanyar en diverses lluites abans que fos cridat al planter principal, per la qual que posteriorment Brooke va decidir iniciar el seu entrenament com lluitadora individual. A inicis del 2007, Brooke va entrar en una rivalitat amb Angel Williams, enfrontant-se en diverses ocasions el mes de gener. No obstant això, Williams va derrotar Brooke en totes les ocasions.
El 23 gener 2007 Adams va debutar a la marca ECW. unint-Kelly Kelly i Layla a "Extreme Exposé". Això es convertiria en una sèrie de sessions setmanals de ball a la marca. També Va treballar en el Departament de Benestar Social i durant el mes de febrer va ser (kayfabe) promoguda a la posició d'assistent personal Gerent General Kris Beina, el seu treball principal fou protegir els de Angel Kris Williams. Això va portar a que un altre partit entre Williams i Adams, com ordenats per beina. Al 15 març 2007 DSW enregistraments de TV, (kayfabe) Adams va ser acomiadada del seu lloc després de beines i Williams feren una aliança junts. Adams va fer la seva en-ring WWE debut al 28 maig 2007 Edició de RAW en la qual, juntament amb Diverses WWE Dives de les tres marques van competir en un Memorial Day Bikini Beach Blast Battle Royal, que va ser guanyat per Michelle McCool. Quan la FMC (Florida Championship Wrestling) va obrir a l'estiu de 2007, Brooke va ser traslladada a la facilitat de desenvolupament Per a la capacitació, juntament amb la continuació del seu paper "Extreme Expose role".
A la ECW mostra durant mesos fins que The Miz també va ser col·locat en l'ECW marca en el projecte anual de la loteria, moment en què les tres senyoretes van començar estar amb ell. Més tard, però, Kelly va canviar la seva atenció cap al molt més slovenly "Balls Mahoney", la diversió de The Miz i les seves "germanes exposé" han gastat el seu temps burlant-se de la seva mirada.

## Després de la WWE
Posteriorment a la sortida de l'empresa, Brooke va reprendre la seva carrera com a model, fent diverses sessions de fotos per a revistes, incloent una entrevista on sortia completament nua.

## Altres mitjans de comunicació
L'abril de 2007, Brooke, juntament amb Ashley, Kelly Kelly, Layla, Torrie Wilson, Maryse, i Timbaland va aparèixer en el nou vídeo musical "Throw It On Me" feat.The Hives, que es va estrenar en RAW el 20 de maig.